# Argelia en los Juegos Paralímpicos de Pekín 2008
Argelia estuvo representada en los Juegos Paralímpicos de Pekín 2008 por un total de 28 deportistas, 21 hombres y siete mujeres.

## Medallistas
El equipo paralímpico argelino obtuvo las siguientes medallas:
| Nombre            | Deporte   | Evento                         |
| ----------------- | --------- | ------------------------------ |
| Oro               |           |                                |
| Karim Betina      | Atletismo | Peso F32 masculino             |
| Kamel Karyena     | Atletismo | Peso F33/34/52 masculino       |
| Mulud Nura        | Yudo      | –60 kg masculino               |
| Sid Ali Lamri     | Yudo      | –66 kg masculino               |
| Plata             |           |                                |
| Luayeda Benumesad | Atletismo | Jabalina F33/34/52/53 femenino |
| Sofian Hamdi      | Atletismo | 200 m T37 masculino            |
| Samir Nuiua       | Atletismo | 800 m T46 masculino            |
| Bronce            |           |                                |
| Nadia Meymej      | Atletismo | Disco F57/58 femenino          |
| Nadia Meymej      | Atletismo | Peso F57/58 femenino           |
| Sofian Hamdi      | Atletismo | 100 m T37 masculino            |
| Zinedin Sejri     | Atletismo | 800 m T13 masculino            |
| Samir Nuiua       | Atletismo | 1500 m T46 masculino           |
| Munir Bakiri      | Atletismo | Peso F32 masculino             |
| Hosein Guerzuli   | Atletismo | Peso F40 masculino             |
| Zubida Buazug     | Yudo      | +70 kg femenino                |